# Equino (arquitectura)

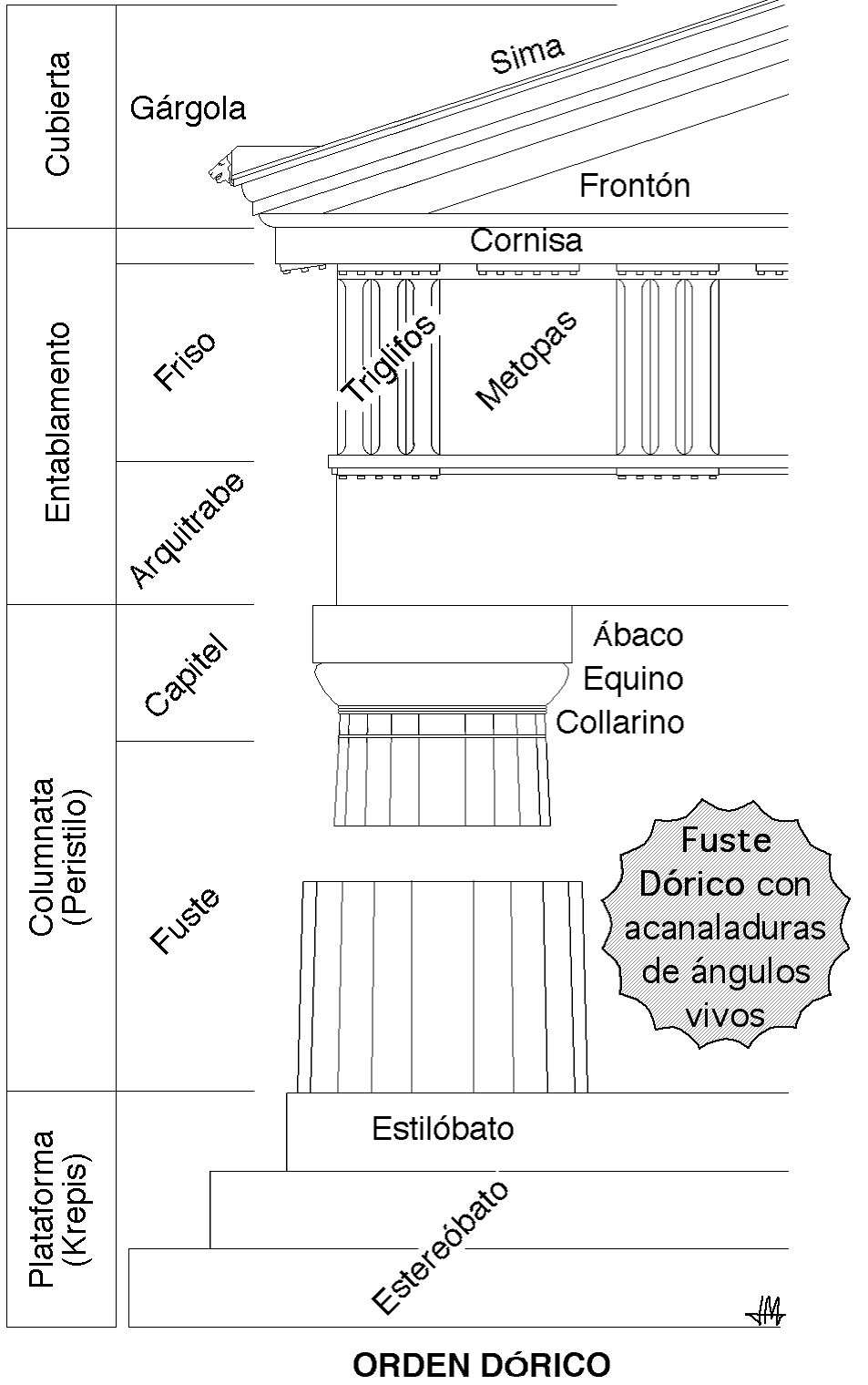
Equino en el orden dórico, en el capitel, entre el ábaco y el collarino.

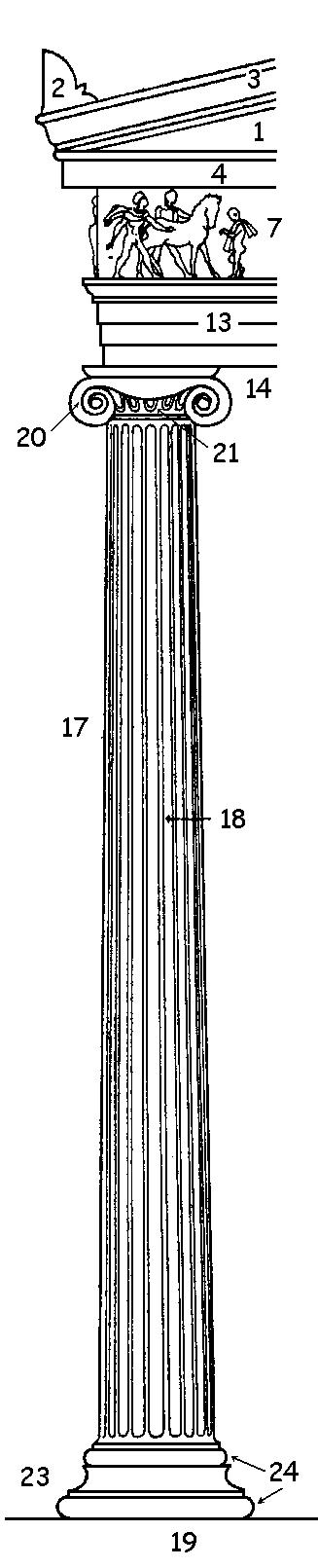
Equino en el orden jónico: 21, decorado con ovas.

El equino (del griego ἐχῖνος, erizo) es un elemento circular del capitel de los órdenes dórico, toscano y jónico, que constituye una especie de "almohadilla" bajo el ábaco y encima del collarino.
- En el capitel dórico su perfil es convexo y su tamaño fue variando en función de cada época, adquiriendo más altura en el período clásico y luego se fue aplanando en el período helenístico-romano.
- En el capitel jónico, el equino suele estar decorado con "kymas jónicos" (molduras decoradas con ovas) al que se le superpone el "canal de la voluta" y la voluta que cubrirá los lados.
- En el capitel toscano, su perfil tiende a adoptar formas más elaboradas, con partes cóncavas y convexas (gola).[cita requerida]
- En el capitel compuesto, la parte jónica presenta el mismo equino del capitel jónico, superpuesto al "Kalathos".

En los capiteles renacentistas y barrocos, el equino será una revisión de los modelos clásicos. 